# Этельвульф
Этельвульф (др.-англ. Ethelwulf, Athelwulf; 795/810—13 января 858) — король Уэссекса в 839—858 годах.

## Биография

### Детство и юность
Сын Эгберта и Редбурги. Отец предназначал с детства слабого и беспечного Этельвульфа к духовному званию и поручил его воспитание священникам. На всю жизнь он остался усердным христианином, покровителем духовенства и питал большое уважение к папе римскому. Он основал много монастырей и сделал многочисленные пожертвования в храмы.

### Нападения викингов
Всё двадцатилетнее царствование Этельвульфа прошло в ожесточенных войнах с данами и норвежцами. В первом сражении при Шармуте он потерпел поражение. Воспользовавшись поражением Этельвульфа, валлийцы присоединились к викингам в их борьбе с Уэссексом. Ежегодно викинги являлись то в одном месте страны, то в другом, высаживались на берег и производили страшные опустошения. В 842 году, сообщают хроники, «была большая резня в Лондоне, в Квентове и в Рочестере».

### Начало датской колонизации Англии
Тем временем в тактике датчан произошли значительные изменения. Уже в 840 году они впервые прибыли в Англию с лошадьми. В 850 году они впервые осенью не отплыли на родину, а остались зимовать в Англии на острове Шеппи на реке Темзе. Так началась датская колонизация Англии. Викинги устроили укрепленные поселения на островах Шеппи, Танет, Портланд и совершали оттуда постоянные набеги на земли Этельвульфа.
Одним из виднейших предводителей викингов этого времени был знаменитый дан Рагнар Лодброк (Кожаные штаны), о подвигах которого сохранилась отдельная сага и записи в английских хрониках. Он выделялся среди своих воинов огромным ростом, страшной силой и неимоверной жестокостью, а его одежда состояла из звериных шкур, за что он и получил своё прозвище. Он совершил несколько удачных походов в Англию и уверовал в свою непобедимость. В последний свой поход в Нортумбрию он отправился лишь с небольшим отрядом, но столкнулся с королевской армией. Все его воины были перебиты, а сам Рагнар по приказу Эллы II брошен в яму со змеями, где он и умер, распевая боевые песни. Оборону против данов возглавил король Уэссекса Этельвульф. В борьбе с норманнами королю большую поддержку оказывал его сын Этельстан, которого он в 839 году назначил королём Кента. С его помощью Этельвульф одержал несколько важных побед над датчанами, но в 851 году Этельстан был убит.

### Сражения с викингами
В 851 году норманны на 350 кораблях вошли в устье Темзы, взяли и разграбили Лондон и Кентербери, а затем обратили в бегство короля Мерсии Беортвульфа со всей армией, которую он вывел, чтобы противостоять им. После этого языческое войско двинулось в Суррей, в область, располагающуюся на южном берегу реки Темза к западу от Кента. В битве при Аклее (современный Окли) в Суррее Этельвульф лично руководил своими войсками и ему удалось одержать важную победу. Сразу же после этой победы он совершил успешный поход в Уэльс.
Однако набеги и сражения продолжались каждый год, пока в устье реки Перрет Этельвульф не нанёс викингам сокрушительное поражение. На несколько лет наступило затишье, и викинги почти не беспокоили владения Этельвульфа (чего нельзя сказать о других территориях). Даже после его смерти викинги ещё целых восемь лет не нападали на Уэссекс.

### Паломничество Этельвульфа
В 853 году Этельвульф отправил в Рим своего младшего сына Альфреда, которого папа Лев IV короновал как короля Англии, а в 855 году, после смерти жены Осбурги, он отправился в паломничество сам. Он прожил в Риме около года и пожертвовал церкви Святого Петра богатые дары. На обратном пути он долго жил у французского короля Карла II Лысого и 1 октября 856 года женился на его дочери Юдифи, которая в то время была ещё 13-летней девушкой. После этого путешествия Этельвульф установил у себя в Англии сбор «лепты Святого Петра», то есть преподнёс Церкви десятую долю собираемых в стране налогов и пошлин.

### Распри с сыном

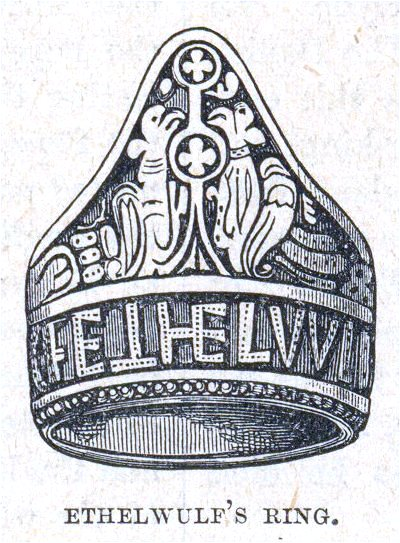
Кольцо с именем Этельвульфа.

Последние годы правления Этельвульфа были омрачены распрями с его сыновьями от первого брака с Осбургой. Старший из оставшихся в живых его сыновей Этельбальд, правивший страной во время паломничества отца, был возмущен фактом коронации Альфреда и при поддержке знати восстал против отца. Этельвульф, слишком слабый и набожный, чтобы спорить о земной власти, заключил в 856 году с сыном договор о разделе государства, согласно которому Этельбальд получил лучшую западную часть королевства, а за Этельвульфом осталась худшая, восточная, наиболее подверженная нападениям норманнов.
Этельвульф умер 13 января 858 года и был похоронен в Стейнинге, а позднее его прах был перенесён в Уинчестер. Он царствовал 18 с половиной лет.

### Семья
В 835 году Этельвульф женился на Осбурге, дочери своего дворецкого Ослака. Этот Ослак был потомком Стуфа и Витгара, двух братьев и графов, которые получили во владение остров Уайт от их дяди, короля Кердика и его сына Кинрика, их двоюродного брата. Осбурга умерла около 854 года. Этельвульф от своей жены имел семерых детей:
- Этельстан, король Кента (умер около 852) — король Кента с 839 года.
- Этельсвита, королева Мерсии (умерла в 888) — в апреле 853 года вышла замуж за короля Мерсии Бургреда; детей не имела.
- Этельбальд, король Уэссекса (умер 20 декабря 860) — король Уэссекса; был женат на Юдифи, детей не имел.
- Этельберт, король Уэссекса (умер осенью 865) — король Уэссекса; детей не имел.
- Этельред, король Уэссекса (около 847 — 23 апреля 871) — король Уэссекса; имел детей.
- Альфред, король Уэссекса (849 — 26 октября 899) — король Уэссекса; был женат на Эльсвите, имел детей.
- Юдифь — жена немецкого графа Этихо[1].

От своей второй жены Юдифи (1 октября 856 — 13 января 858) Этельвульф детей не имел. Его наследником стал Этельбальд.

## В кино
- Викинги / Vikings (2013-2017; Ирландия, Канада) в роли Этельвульфа Мо Данфорд.